# Sport in Japan
In Japan sind nach wie vor Sportarten sehr beliebt, die auf der traditionellen japanischen Kultur beruhen. Zusätzlich haben sich aber auch moderne Mannschaftssportarten wie Baseball etabliert.

## Geschichte
Die ältesten in Japan betriebenen Sportarten sind wohl Bogenschießen und Jagen. Während beides in der vorchristlichen Jōmon-Zeit noch rein dem Nahrungserwerb diente, bildete sich in der Asuka-Zeit (592–710) eine Elite heraus, die es sich leisten konnte, beides zum Zeitvertreib zu veranstalten. Ebenfalls für die Asuka-Zeit nachgewiesen ist die Falknerei, die wahrscheinlich auf die mongolische Tradition zurückgeht, und Kemari, eine dem heutigen Footbag ähnliche Sportart.
Auch Sumō ist eine sehr alte Sportart, die auf Ringkämpfe zurückgeht, die zwischen Dörfern ausgefochten wurden. Sumō und andere traditionelle Sportarten Japans wurden auch bei religiösen Festlichkeiten ausgeübt. Die Rituale und Symbole bei den modernen Sumō-Wettkämpfen zeigen dieses deutlich, wie das Werfen von Salz im Ring oder die Ringbegrenzung, die einem Shimenawa (Strohseil zur Abgrenzung eines heiligen Bezirks) gleicht. Genauso sind viele Volksfeste (Matsuri) der modernen Shintō-Religion mit sportlichen Wettkämpfen verbunden, die auf lokalen Traditionen beruhen.
Der Hofadel der Heian-Zeit (794–1185) liebte darüber hinaus Sportveranstaltungen, um sich die Langeweile zu vertreiben, vor allem als Zuschauer.
Für den Kriegeradel (Bushi), der in der Kamakura-Zeit (1185–1333) seinen Aufstieg erlebte, dienten Übungen im Reiten, Bogenschießen und Schwertkampf vor allem der Vorbereitung auf militärische Auseinandersetzungen. Sie erfanden unter anderem das Yabusame, einen Wettkampf im berittenen Bogenschießen, und Inuoimono, eine Hetzjagd mit Hunden.
In der Sengoku-Zeit (1470–1580), einem Jahrhundert andauernder Kämpfe rivalisierender Daimyō, wurde die Kampfkunst erneut dominierend. Die Armeen brauchten ständig neue Krieger, und so fand die Ausbildung der verpflichteten Fußsoldaten meist direkt im Feld statt. Die Kinder der Samurai wurden am Schwert trainiert, sobald sie es halten konnten. Durch die Einführung westlicher Feuerwaffen gehörte auch das Schießen zur Ausbildung. Entgegen dem romantischen Bild vom Samurai mit dem Schwert wurden die meisten Schlachten dieser Zeit bereits durch das Gewehr entschieden.
Auch die Ausbildung der für die Generäle unverzichtbaren Ninja war nicht nur nachrichtendienstlich, sondern auch sportlich geprägt, mit Techniken wie Fassadenklettern und dem Werfen von Shuriken.
Erst die Befriedung des Landes zum Beginn der Edo-Zeit (1603–1868) führte zur Entwicklung der traditionellen japanischen Kampfkünste. Die Samurai wurden von Militärs zu Beamten, waren in ihrem Selbstbild aber weiter Kämpfer und wurden somit auch an der Waffe ausgebildet. Der Frieden erlaubte es jedoch, die eigenen Fähigkeiten mit dem Schwert über Jahrzehnte zu perfektionieren. Erst dadurch entstanden die verfeinerten Systeme der einzelnen Kampfschulen. Innerhalb einer Schule maßen die Kämpfer ihre Fähigkeiten mit dem Holzschwert (Bokutō), und im 18. Jahrhundert wurden das Bambusschwert und die Schutzrüstung erfunden, die noch heute im modernen Kendō verwendet werden.
In den Vergnügungsvierteln der Städte wurden dagegen verschiedene Schwertwettkämpfe abgehalten, auf deren Teilnehmer Geldeinsätze abgegeben werden konnten. Neben dem Sumō, bei dem Menschen gegeneinander antraten, waren auch Tierkämpfe sehr beliebt. In Uwajima auf Shikoku fanden sogar Stierkämpfe statt. In Japan gibt es länger als in den meisten europäischen Ländern eine eigene Tradition im Rekordwesen. Die Reissackträger organisierten Wettkämpfe, bei denen es darum ging, größere Gewichte als andere zu tragen, ohne dabei zusammenzubrechen. Diese Rekorde wurden durch Tempel und Klöster bestätigt, wo die Rekordlisten z. T. noch heute zu sehen sind. Solche offiziell aufgeschriebenen und positiv bewerteten Ergebnisse waren in Japan ähnlich wie in England die Voraussetzung für ein Wettwesen.
Mit der Meiji-Restauration ab 1868 kam mit den Ausländern auch der moderne Sport nach Japan, der sich zu dieser Zeit gerade in Europa und den USA entwickelte. Viele neue Sportarten wurden von O-yatoi gaikokujin, ausländischen Lehrkräften an den neu gegründeten Kaiserlichen Universitäten, eingeführt. Unter ihnen waren u. a. der deutsche Arzt Erwin Bälz, aber auch der amerikanische Pädagoge Horace Wilson, der Vater des japanischen Baseball.
Durch die Abschaffung des Kriegerstandes drohte die jahrhundertealte Tradition der Kampfschulen der Samurai unterzugehen, und so wurden aus den traditionellen Kampfkünsten moderne Sportarten geschaffen. Der Schwertkampf hat sich vor allem im Kendō erhalten. In der frühen Meiji-Zeit (1868–1912) diente es vor allem der Ausbildung der Polizei. Mit der Einführung der Wehrpflicht wurde Sport auch zum Mittel der Ertüchtigung der Volksmassen. 1911 wurde Kendō Pflichtfach an japanischen Schulen. Reformer passten die alten Lehren an die Bedürfnisse der Moderne an und schufen moderne waffenlose Sportarten und Selbstverteidigungstechniken. Kanō Jigorō schuf das moderne Judo. Ueshiba Morihei schuf das Aikidō. Gichin Funakoshi schuf das Karate aus den Kampfkünsten Okinawas.
1911 ging der österreichische k.u.k.-Oberleutnant Theodor Edler von Lerch nach Japan, um das dortige Militärwesen zu studieren (Japan hatte einige Jahre zuvor den Russisch-Japanischen Krieg gewonnen). Während seines Aufenthalts brachte er den Japanern den Skilauf bei. Daraus entwickelte sich auch dort ein Gesellschafts- und Massensport.
In den 1920er-Jahren fand die erste Professionalisierung im Sport statt, mit der Schaffung der ersten professionellen Baseballmannschaften. Ebenfalls in dieser Zeit kam die Wandervogelbewegung nach Japan und machte das Wandern in Japan populär. Mit der Einführung des Fernsehens wurden auch Sportübertragungen in Japan beliebt, vor allem Boxen, Sumō und Baseball.
Die Bedeutung des Sports in Japan zu dieser Zeit lässt sich schon daran sehen, dass bereits die Olympischen Sommerspiele 1940 und die Olympischen Winterspiele 1940 nach Japan vergeben wurden, dann aber wegen des Zweiten Japanisch-Chinesischen Krieges abgesagt wurden.
Erster sportlicher Höhepunkt der Nachkriegszeit waren die Olympischen Sommerspiele 1964 in Tokio, die auf dem Höhepunkt des ersten Nachkriegsbooms stattfanden.
Die Olympischen Winterspiele 1972 in Sapporo sorgten für einen Boom des Wintersports.
Zur Vorbereitung auf die Olympischen Sommerspiele 2008 in der chinesischen Hauptstadt Peking wurde der Leistungssport in Japan reorganisiert. Neben einer verstärkten Zentralisierung wurden erhebliche Mittel in die leistungssportliche Forschung investiert.

## Großveranstaltungen
- Olympische Sommerspiele 1940 (Tokio), Olympische Winterspiele 1940 (Sapporo); beide wurden abgesagt
- Asienspiele 1958 (Tokio)
- Olympische Sommerspiele 1964 und 2020 (beide Tokio)
- Olympische Winterspiele 1972 (Sapporo)
- Eiskunstlauf-Weltmeisterschaften 1977 (Tokio), 1985 (Tokio), 1994 (Chiba), 2002 (Nagano), 2007 (Tokio)
- Winter-Asienspiele 1986 und 1990 (beide Sapporo), 2003 (Aomori)
- Leichtathletik-Weltmeisterschaften 1991 (Tokio)
- Fußball-Asienmeisterschaft 1992
- Olympische Winterspiele 1998 (Nagano)
- World Games 2001 (Akita)
- Fußball-Weltmeisterschaft 2002 in Südkorea und Japan
- Leichtathletik-Weltmeisterschaften 2007 (Osaka)
- Rugby-Weltmeisterschaft 2019

## Einzelne Sportarten

### Baseball
siehe: Baseball in Japan

### Fußball
siehe: Fußball in Japan

### Kampfsport
siehe: Budō

### Cheerleading
siehe: Ōendan

### Eiskunstlaufen
Eiskunstlaufen ist die populärste Wintersportart in Japan. Die erste in Japan ausgetragene Eiskunstlauf-Weltmeisterschaften fand 1977 in Tokio statt. Danach folgten Tokio 1985, Chiba 1994, Nagano 2002 und Tokio 2007.
Nobuo Satō war in den sechziger Jahren der erste erfolgreiche Eiskunstläufer aus Japan. 1965 wurde er Vierter bei der Weltmeisterschaft in Colorado Springs. Die erste Medaille bei Weltmeisterschaften gewann Minoru Sano mit Bronze 1977 im heimischen Tokio. Bei den Frauen gelang dies als Erster Emi Watanabe in Wien 1979, ebenfalls mit Bronze. Midori Itō wurde 1989 in Paris als erste Japanerin Weltmeisterin. Dies gelang auch Yuka Satō 1994, Shizuka Arakawa 2004, Miki Andō 2007 sowie Mao Asada 2008 und 2010. Arakawa wurde 2006 in Turin erste japanische Olympiasiegerin im Eiskunstlaufen. Bei den Herren konnte Takeshi Honda 2002 und 2003 zwei Mal in Folge WM-Bronze holen, ehe Daisuke Takahashi 2007 erster japanischer Vize-Weltmeister und 2010 erster japanischer Weltmeister wurde. Bei den Olympischen Spielen in Vancouver gewann Takahashi Bronze, was gleichzeitig die erste olympische Medaille für einen japanischen Eiskunstläufer in der Herrenkonkurrenz bedeutete. Bei den Olympischen Spielen in Sotschi wurde Yuzuru Hanyū als erster Japaner Olympiasieger im Eiskunstlauf der Herren.

### Rugby
Rugby Union kam wie andere europäische Mannschaftssportarten während der Öffnung des Landes in der Meiji-Zeit nach Japan. Der nationale Verband Nihon Rugby Football Kyōkai (日本ラグビーフットボール協会, engl. Japan Rugby Football Union) wurde 1926 gegründet und fördert die Varianten des klassischen Rugby Union, als das 15er-Rugby, und des olympischen 7er-Rugby. Heute gibt es über 120.000 registrierte Rugby-Spieler in Japan. Besonders beliebt sind wie im Baseball die landesweiten Oberschul- und Hochschulwettbewerbe, die seit den 1940er-Jahren ausgetragen werden. Bei der jährlichen „japanischen Rugby-Football-Meisterschaft“ (日本ラグビーフットボール選手権大会, Nihon ragubī futtobōru senshuken taikai, 1960–62 NHK-Pokal) treten seit 1960 die besten Hochschul- und Vereinsmannschaften gegeneinander an. Als professionelle Liga wurde 2003 die Top League gegründet, die aus 16 Mannschaften besteht, die meist Werksmannschaften japanischer Konzerne darstellen und deren Spieler zu den bestbezahlten weltweit gehören. Seit 2015 spielt das japanische Franchise Sunwolves in der internationalen Liga Super Rugby. Außerdem fand in Japan die Weltmeisterschaft 2019 statt.
Erst 1993 in Japan eingeführt, hat auch Rugby League, also das 13er-Rugby, eine kleine Anhängerschaft gefunden. Die 1994 gegründete Nationalmannschaft trug 1998 ihr erstes internationales Spiel gegen den Libanon aus.

### Golf
Unter den Salarymen ist Golf der beliebteste Sport. Gerade in den 1980er Jahren wurde Golfspielen zu einem Statussymbol. Allerdings ist die Mitgliedschaft in einem Club sehr teuer, weswegen sich einfache Büroangestellte auf einem der überall im Land zu findenden Abschlägplätze treffen. Die Präfektur Chiba ist das Zentrum des Golfsports in Japan. Zum einen liegt Chiba direkt neben Tokio, das viele Firmen mit gut verdienenden Angestellten aufweist, und zum anderen ist das Gebiet zwar hügelig, was eine Besiedlung erschwert, aber nicht so bergig, dass man es nicht für Golfplätze nutzen könnte.

### Formel 1
In Japan finden seit 1976 Formel-1-Rennen statt, meist unter der Bezeichnung Großer Preis von Japan. Die seit 1987 dafür verwendete Rennstrecke ist der Suzuka International Racing Course. Zwischenzeitlich fuhr man auch auf dem Fuji Speedway. Seit dem Jahre 2008 fährt die Formel 1 durchgängig nur noch in Suzuka. Die japanische Automarke Honda stellte bis zur Formel-1-Saison 2008 ein Team. Diese gab den Rücktritt von der Formel 1 wegen der Finanz- und Wirtschaftskrise bekannt.  Toyota fuhr als letztes noch übrig bleibendes japanisches Team bis zur Saison 2009. Von 2015 bis 2017 war Honda als Motorenhersteller bei McLaren aktiv, seit 2018 ist man Motorenlieferant für Racing Bulls (damals Scuderia Toro Rosso) sowie seit 2019 für Red Bull Racing.

### Pferderennsport
Sehr populär sind Pferderennen (und die damit verbundenen Sportwetten). Die 28 Rennbahnen werden von Kommunen, Präfekturen und den öffentlichen Unternehmen Japan Racing Association (JRA) und National Association of Racing (NAR) betrieben und vom Ministerium für Landwirtschaft, Forsten und Fischerei reguliert. Insgesamt finden über 16.000 Einzelrennen im Jahr statt, die wichtigsten gegen Ende des Jahres beim internationalen Japan Cup in Fuchū, Präfektur Tokio, bei dem über eine halbe Milliarde Yen Preisgeld ausgeschüttet werden.

### Bahnradsport
Die japanische Variante des Bahnradsprints, Keirin (jap. 競輪), wurde 1948 eingeführt, erfreut sich inzwischen auch internationaler Beliebtheit und ist seit den Sommerspielen 2000 auch Teil der olympischen Radsportwettbewerbe. In Japan haben die rund 50 Velodrome jährlich über 20 Millionen Besucher. Wie beim Pferderennen spielen die Wetten dabei eine große Rolle, pro Saison werden über 1,5 Billionen Yen umgesetzt.

### Surfen und Tauchen
Da kein Ort in Japan weiter als 150 km vom Meer entfernt ist, und die meisten Bewohner sowieso an der Küste wohnen, sind Sporttauchen und Surfen äußerst beliebte Sportarten, besonders im Süden. Zahlreiche kleine Inseln leben von Wassersportlern, die als Wochenendtouristen kommen. Ein Traumziel für viele Taucher ist das Yonaguni-Monument.

### Bergsteigen
Rund 80 % Japans sind von Gebirgen bedeckt, und gerade im Raum Tōhoku gibt es große Gebiete, in denen nur einzelne, schmale Täler besiedelt sind. Diese Gebiete sind besonders beliebt bei Bergsteigern. Um den höchsten und bekanntesten Berg Japans, den Fujisan (3776 Meter) zu besteigen, ist allerdings nur warme Kleidung und festes Schuhwerk nötig, zumindest in der Sommersaison.

### Synchronschwimmen
Synchronschwimmen erfreut sich einer gewissen Popularität, seit es, basierend auf einer wahren Begebenheit, unter dem Titel Water Boys eine beliebte Fernsehserie (dorama) und einen Film über die Synchronschwimmmannschaft einer Oberschule in der Präfektur Saitama gab.

### Tennis
Mit Naomi Ōsaka gewann erstmals eine Japanerin ein Grand-Slam-Turnier und erklomm Platz eins der Damenweltrangliste. 2018 gewann sie gegen Serena Williams aus den USA die US Open in New York und 2019 die Australian Open in Melbourne, wo sie im Finale die Tschechin Petra Kvitová besiegen konnte. Auch bei den Herren hatte Japan mit Kei Nishikori einen Top-10-Weltklasse-Spieler, der 2014 im Finale der US Open in New York stand und 2015 bis Platz vier der ATP-Weltrangliste vordringen konnte.

## Denksport

### Shōgi
Shōgi erfreut sich als eine der Denksportarten ebenfalls großer Beliebtheit. Es wird von etwa 12 Millionen Japanern als Breitensport gespielt. Es gibt auch rund 190 professionelle Shōgispieler. Diese sind in der Japan Shogi Association organisiert.

## Inklusion
Special Olympics Nippon wurde 1980 gegründet und nahm mehrmals an Special Olympics Weltspielen teil. Der Verband hat seine Teilnahme an den Special Olympics World Summer Games 2023 in Berlin angekündigt. Die Delegation wird vor den Spielen im Rahmen des Host Town Programs von Mönchengladbach betreut.